# Blepharis acanthodioides
Blepharis acanthodioides är en akantusväxtart som beskrevs av Johann Friedrich Klotzsch. Blepharis acanthodioides ingår i släktet Blepharis och familjen akantusväxter. Inga underarter finns listade i Catalogue of Life.